# Сепік
Сепік (англ. Sepik River) — річка на острові Нова Гвінея, протікає територією країни Папуа Нова Гвінея і частково Індонезії. Найдовша річка острова — має довжину 1126 км. Починається в горах Віктор-Еммануїл. Впадає в море Бісмарка.

## Галерея

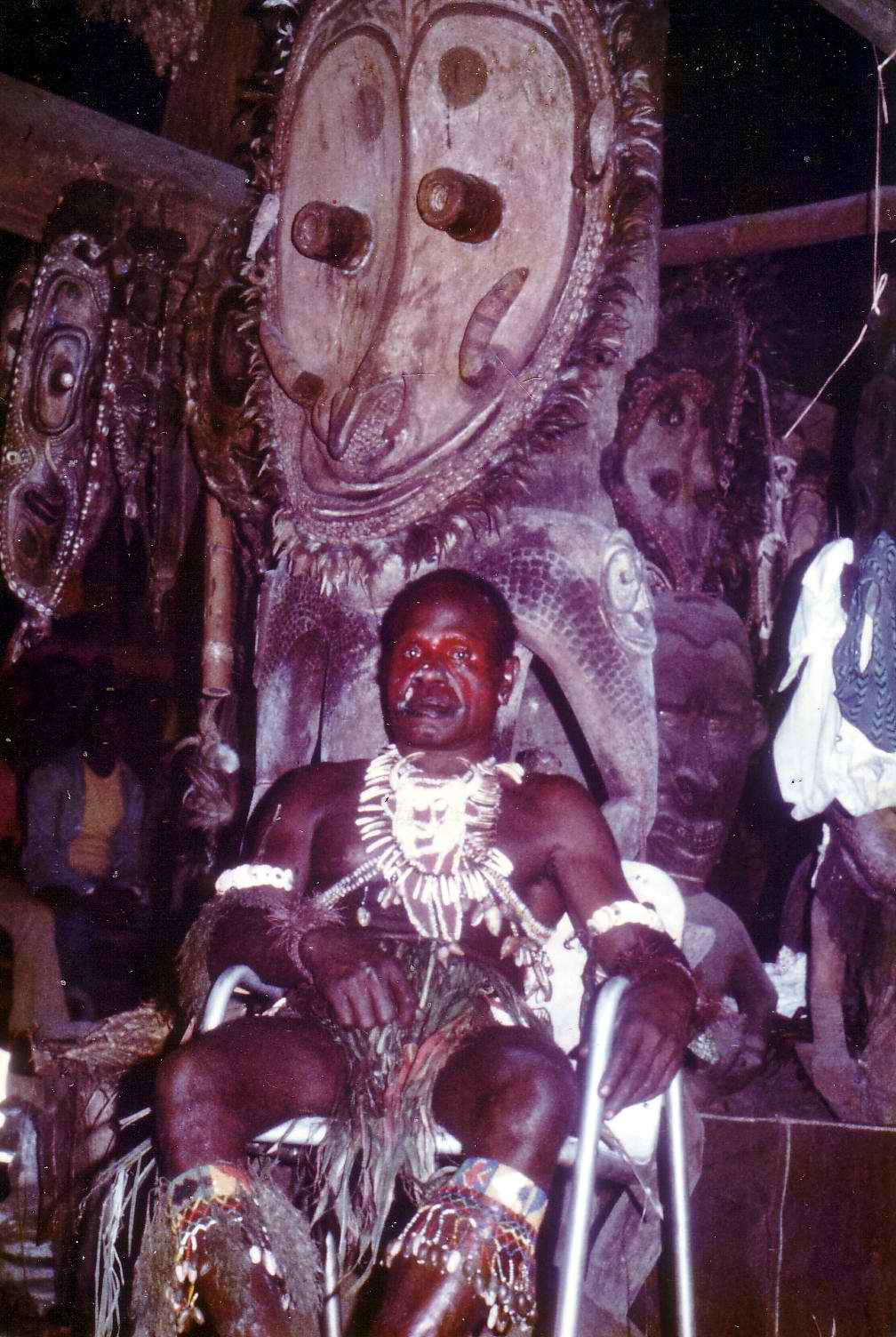
Поселення Корого на річці Сепік, PNG, (1975). Franz Luthi
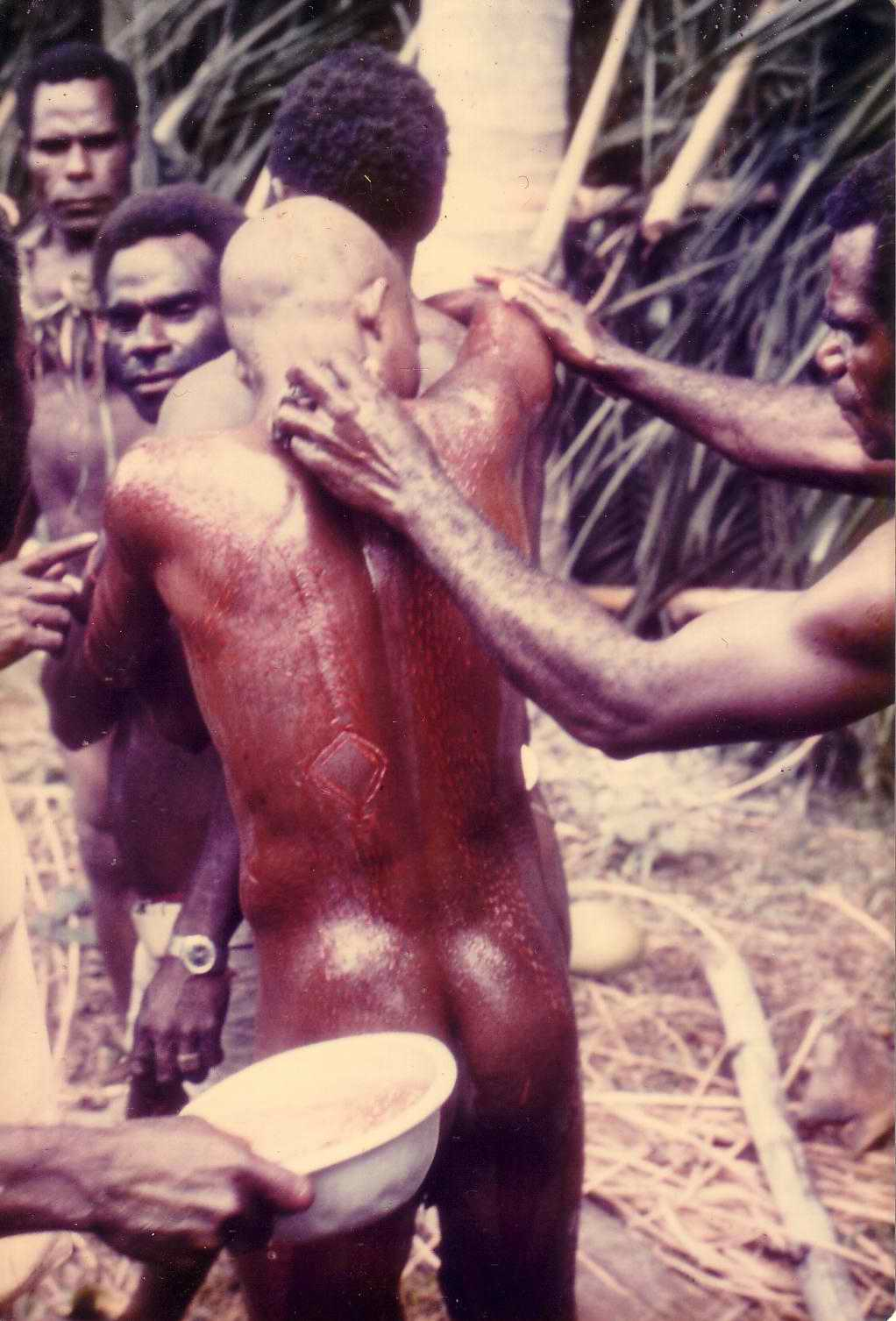
Поселення Корого на річці Сепік. Ритуал скарифікації, (1975). Franz Luthi
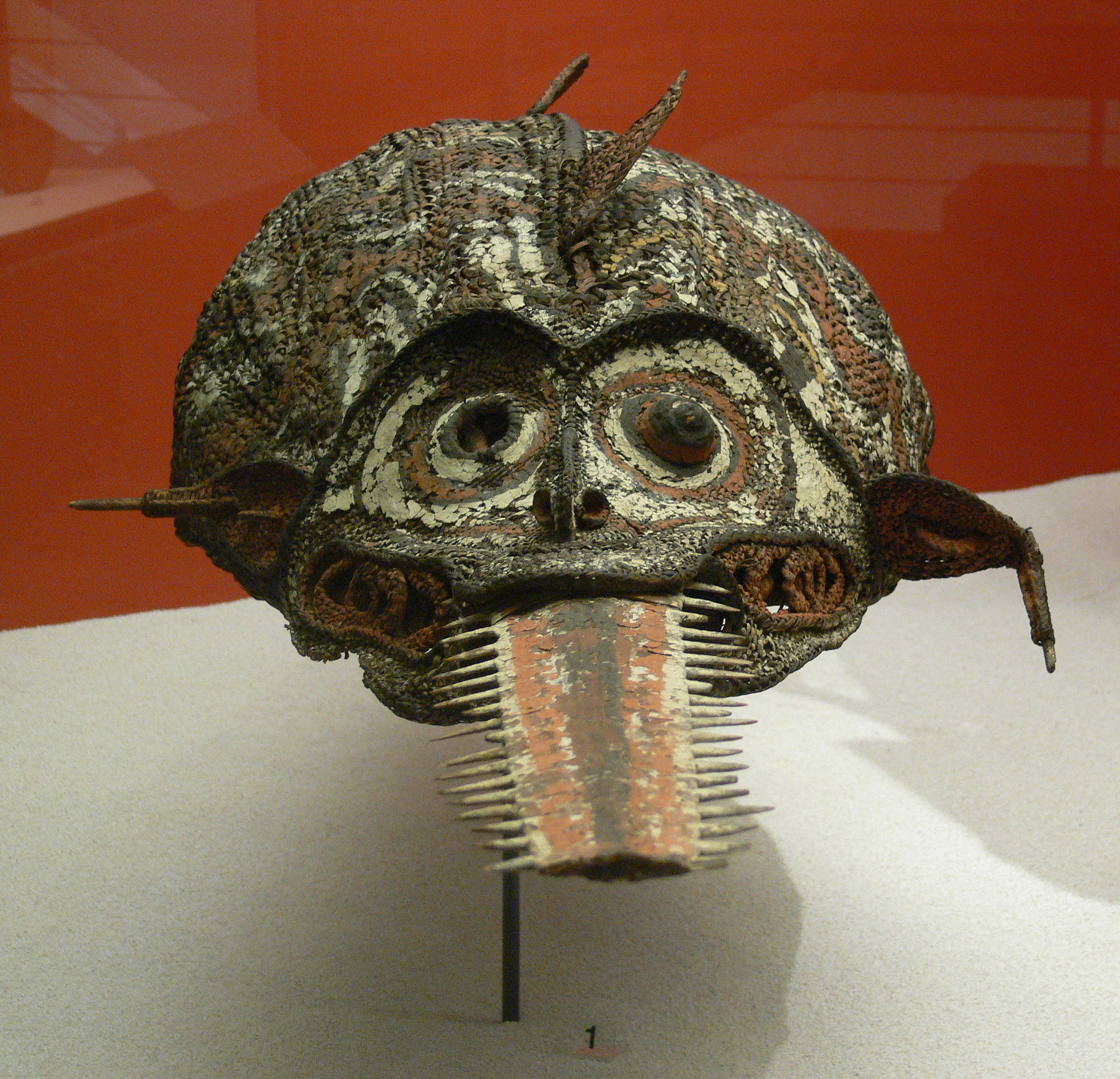
Річка Сепік. Маска риби-пилки, початок XX ст.
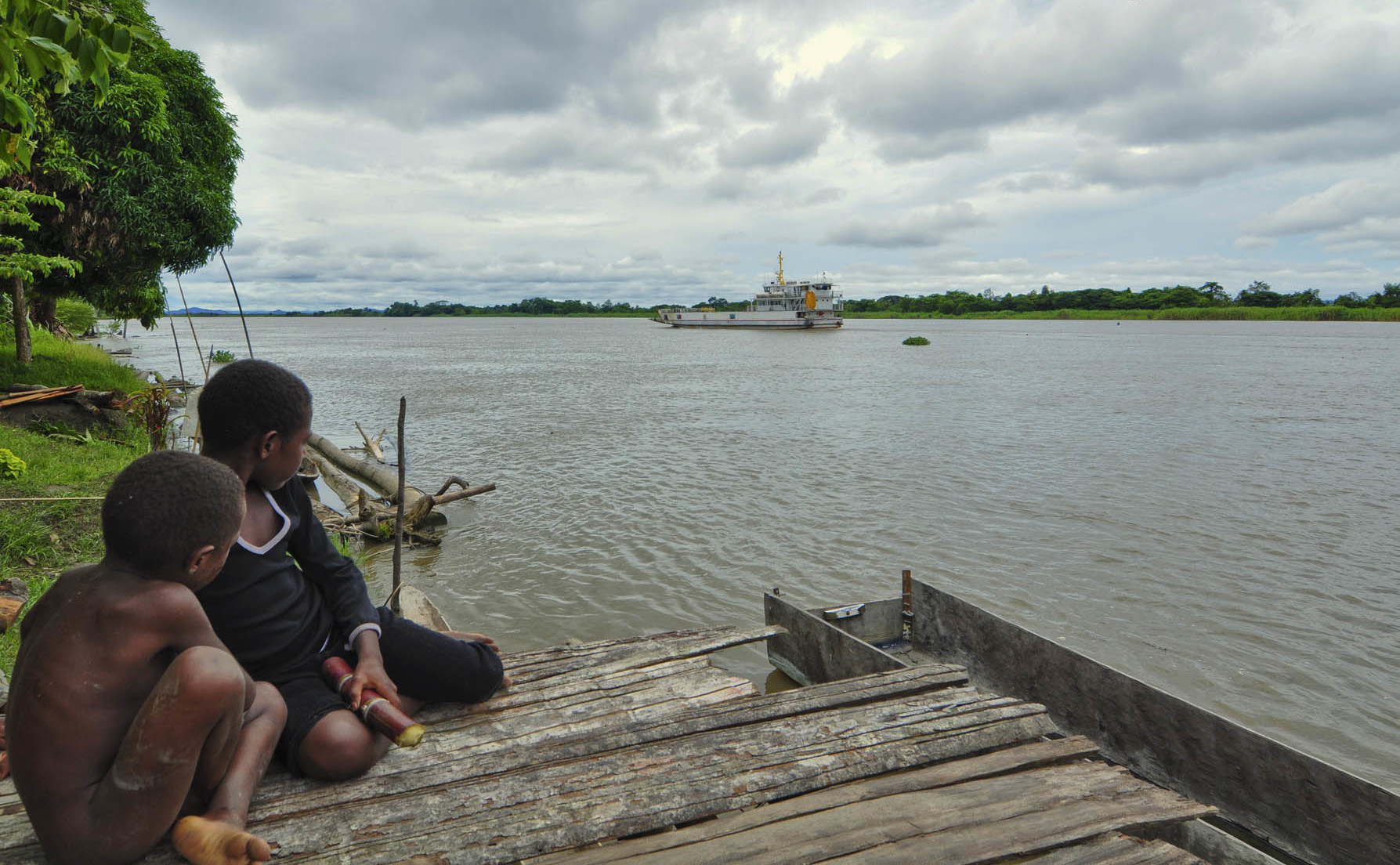
A cargo ship crossing the river (2010)
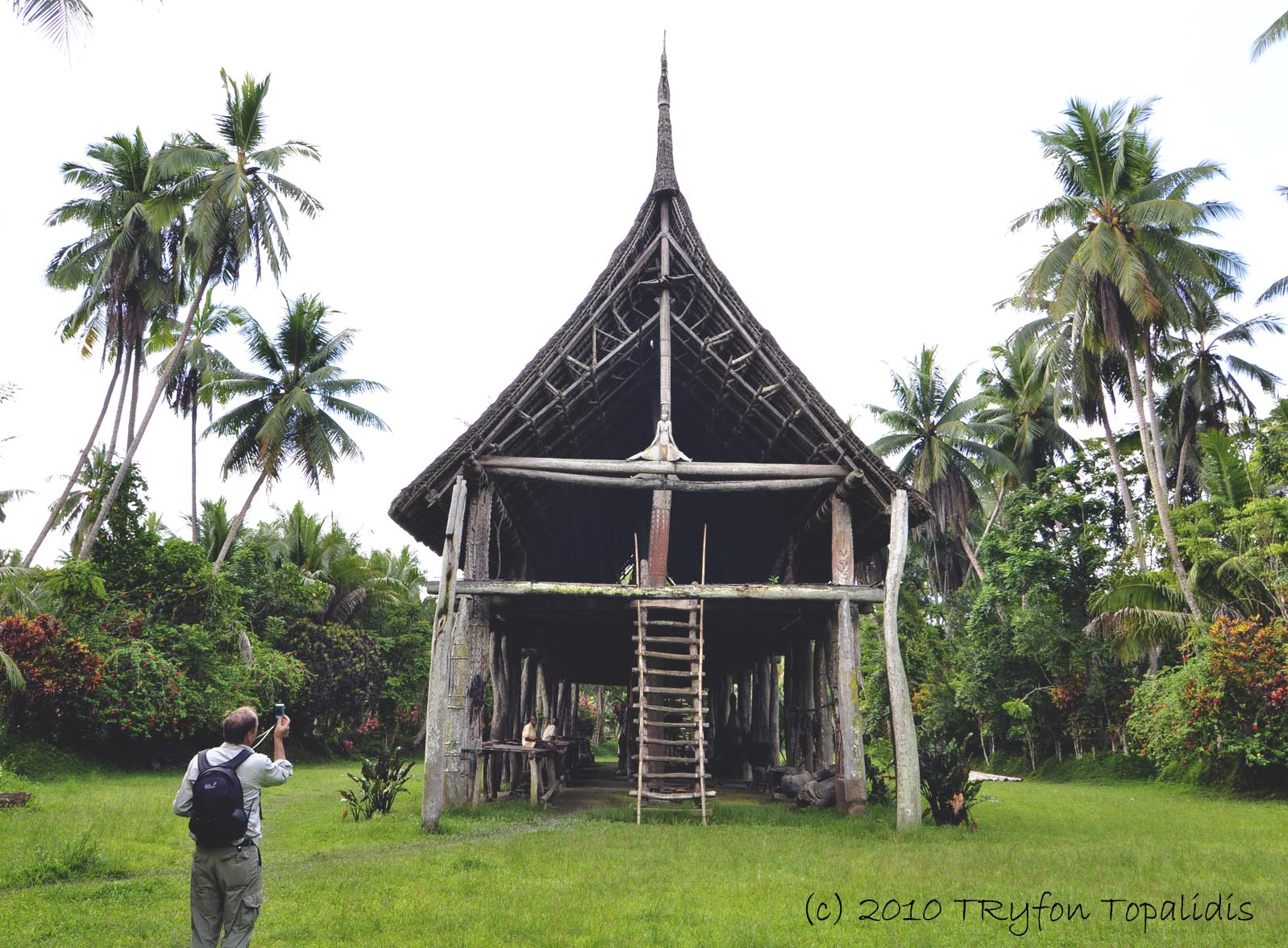
Haus Tambaran, a sacred house where spirits live (2010)
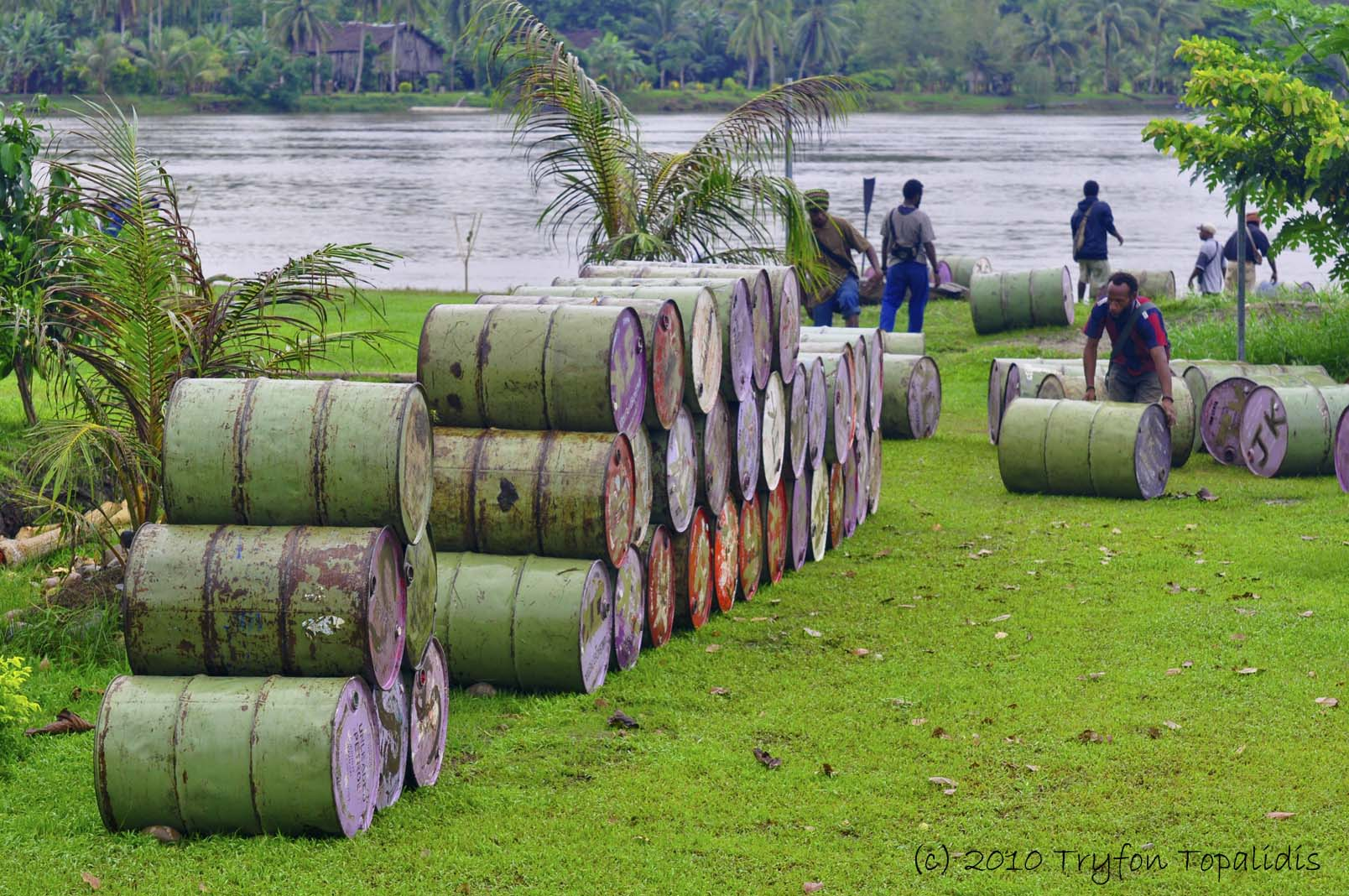
Pagwi is the most important access point to the Middle Sepik. Men unload barrels of fuel for motor-canoes (2010)
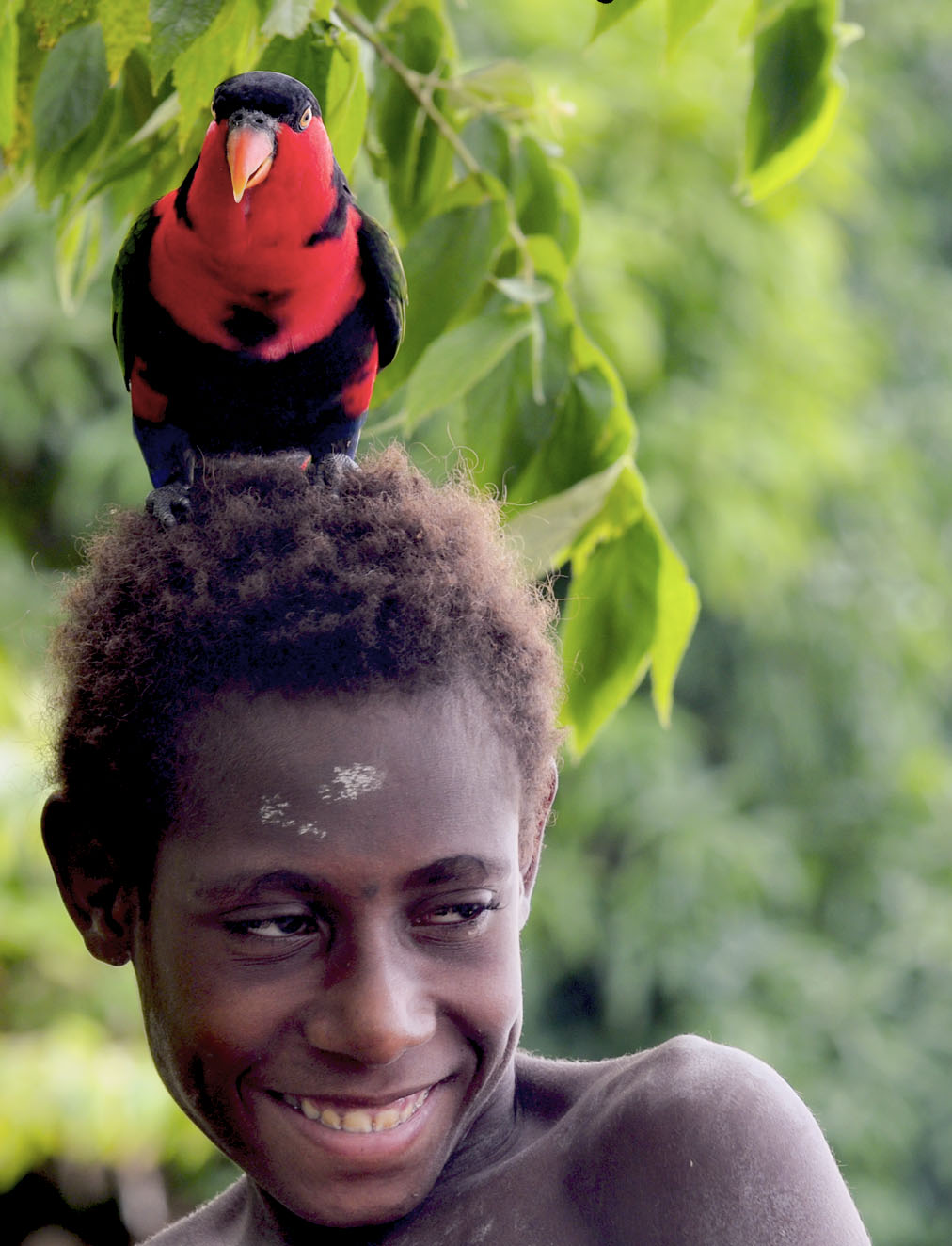
Чорношапковий лорі сидить на голові хлопчика в селі Камінабіт, поблизу річки Сепік
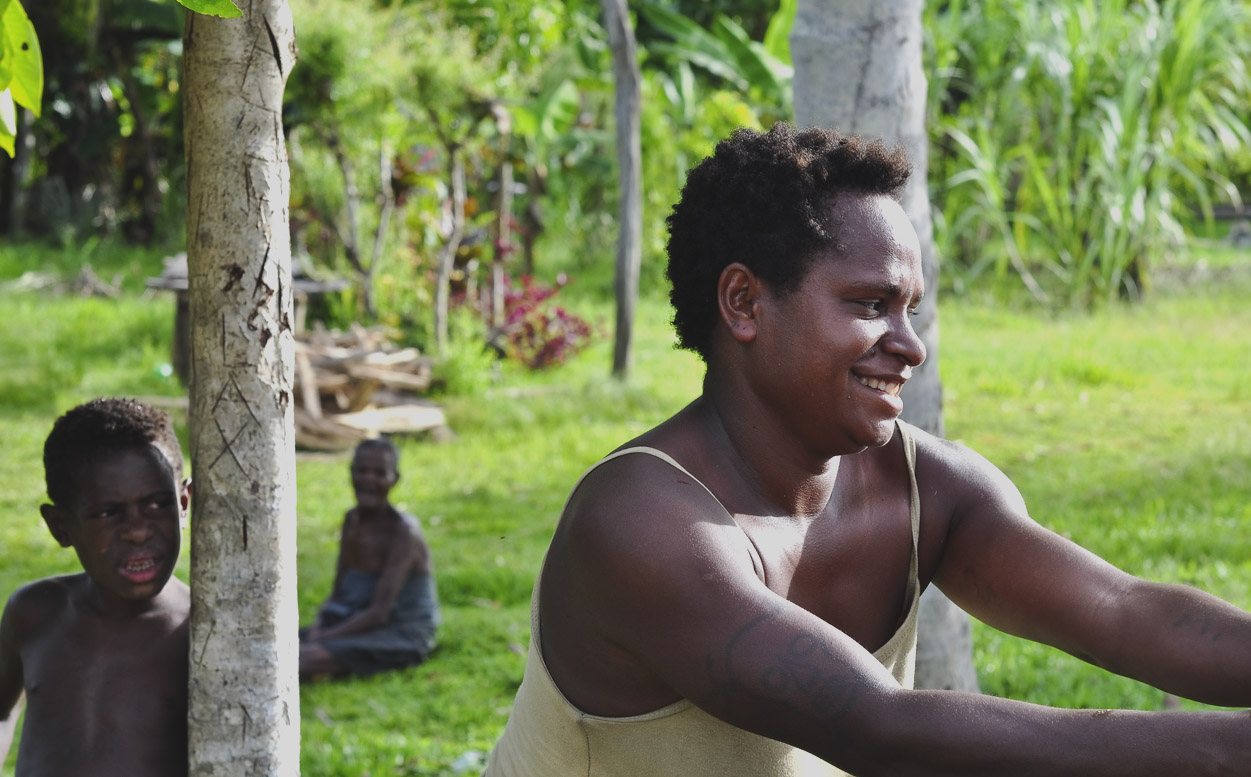
A warm welcome to foreign visitors
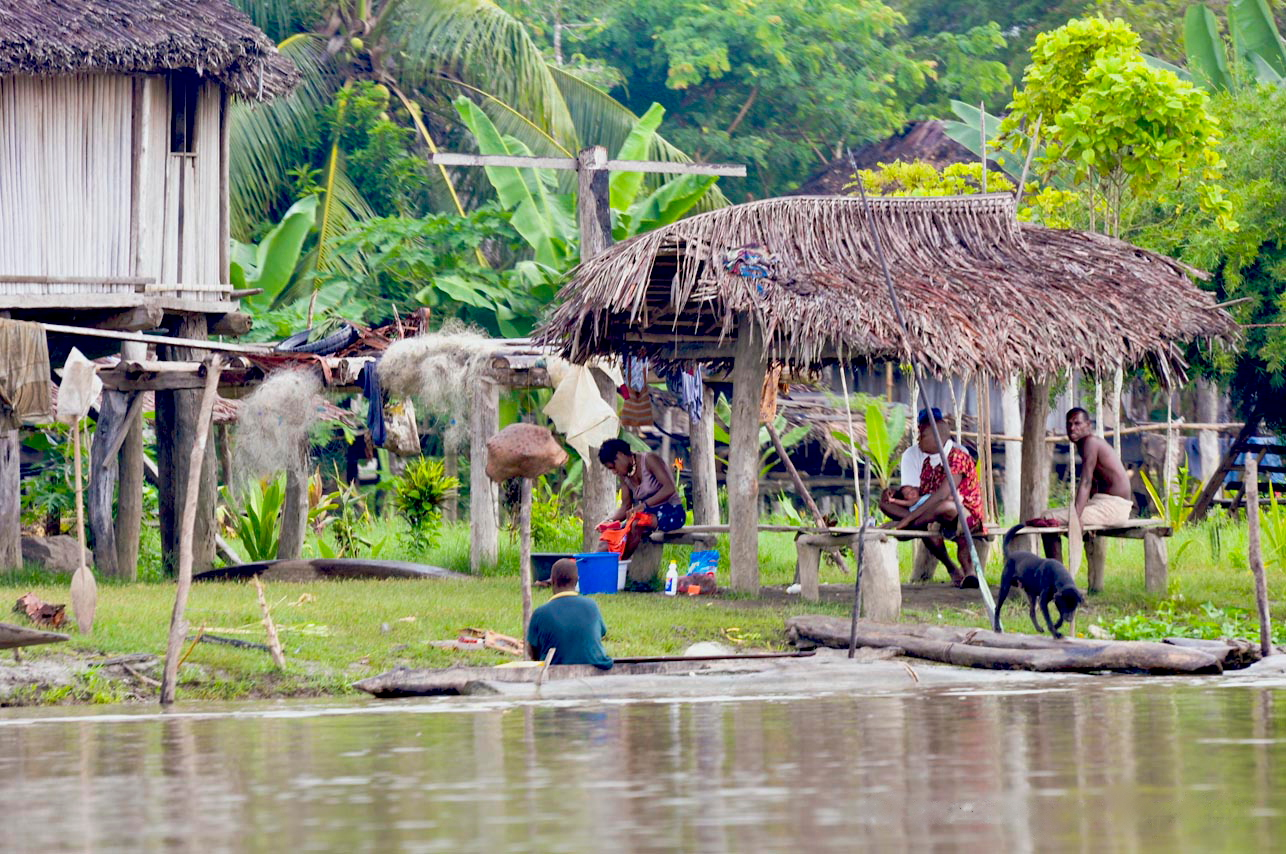
Snapshot of the daily life of the villagers